# Kanton Anse-Bertrand
Der Kanton Anse-Bertrand war ein französischer Wahlkreis im Übersee-Département Guadeloupe. Er umfasste die Gemeinden Anse-Bertrand und Port-Louis.